# Ильясов, Сиражутдин Магомедович
Сиражутин Магомедович Ильясов (5 декабря 1943, село Читур, Лакский район, Дагестанская АССР, РСФСР, СССР — 13 мая 2023) — советский и российский государственный, общественный и политический деятель. Председатель Махачкалинского горисполкома (1986—1990), экс-депутат Верховного Совета ДАССР, экс-член президиума Верховного Совета ДАССР, Председатель Центрального Банка РД (1992-2013), экс-депутат Народного Собрания РД, экс-член Государственного Совета РД от лакского населения республики, заместитель председателя Совета Старейшин Республики Дагестан.

## Биография
Лакец. Окончил инженерно-технический факультет Дагестанского государственного университета, также окончил Академию народного хозяйства при Совете Министров СССР. Трудовую деятельность начал в 1968 году инженером-строителем госплемзавода «Червленые буруны» Ногайского района. С 1973 года работал в системе треста «Дагсельстрой» — главным инженером, директором завода железобетонных изделий; начальником отдела, заместителем управляющего треста, а с 1984 года — управляющим треста «Дагсельстрой». В январе 1986 года назначен заместителем председателя Государственного агропромышленного комитета ДАССР, в ноябре избран председателем Махачкалинского горисполкома. Награждён Почётной Грамотой Президиума Верховного Совета ДАССР. В 1992 году возглавил Национальный банк Республики Дагестан. В марте 1995 года был избран депутатом Народного собрания Республики Дагестан. В июне 1998 года Конституционным Собранием Республики Дагестан был избран членом Государственного Совета Республики Дагестан от лакского населения республики. 27 мая 2013 года покинул пост председателя Национального банка Дагестана по собственному желанию в связи с выходом на пенсию.
Скончался 13 мая 2023 года на 80-м году жизни.